# Mitsui Rail Capital
Mitsui Rail Capital (MRC) è una società di leasing di attrezzature ferroviarie di proprietà del gruppo giapponese Mitsui. La sua attività principale è l'acquisizione e il noleggio (o leasing) di vagoni merci e locomotive.

## Nel mondo
Mitsui Rail Capital consociata interamente controllata di Mitsui & Co., Ltd. con sede a Tokyo. Mitsui & Co., Ltd. che include le seguenti filiali, anche quelle controllate al 100%, che operano in tutto il mondo. Tutte le filiali sono attive nel settore del leasing di materiale ferroviario:
| Nome                                    | sede                       | Fondazione | Attività                                         |
| --------------------------------------- | -------------------------- | ---------- | ------------------------------------------------ |
| Mitsui Rail Capital, LLC                | Chicago Stati Uniti        | 1996       | Leasing operativo di vagoni merci                |
| Mitsui Rail Capital Europe GmbH         | Monaco di Baviera Germania | 2001       | Servizio tecnico e manutenzione delle locomotive |
| Mitsui Rail Capital Participações Ltda. | San Paolo Brasile          | 2004       | Leasing finanziario di vagoni merci              |
| Mitsui Rail Capital Europe B.V.         | Amsterdam Paesi Bassi      | 2004       | Leasing operativo di locomotive                  |
| Limited Liability Company MRC 1520      | Mosca, Russia              | 2012       | Leasing di vagoni merci                          |

## Europa
Mitsui Rail Capital Europe BV (MRCE) è stata fondata nell'ottobre 2004 e ha sede ad Amsterdam, ed è controllata Mitsui & Co., Ltd., con sede in Giappone e Mitsui & Co. Europe plc. con sede nel Regno Unito.
La principale attività di MRCE nel continente europeo è stata l'affitto di locomotive in Europa principalmente per il trasporto ferroviario di merci, in particolare alle nuove società ferroviarie private, nate in seguito alla liberalizzazione del trasporto ferroviario.
Nel Settembre 2006, in seguito ad una crescita significativa, MRCE ha acquisito Siemens Dispolok GmbH con sede a Monaco di Baviera, che, nel 2008, in seguito a questa acquisizione è diventata MRCE Dispolok. Con una delibera degli azionisti del 7 marzo 2013, la società MRCE Dispolok è stata rinominata Mitsui Rail Capital Europe GmbH. Sebbene tutte le società del gruppo Mitsui Rail Capital le società lavorino indipendentemente l'una dall'altra, Mitsui Rail Capital Europe BV e Mitsui Rail Capital Europe GmbH si completano a vicenda; mentre MRCE BV assume il leasing operativo e conclude anche i contratti con i costruttori di materiale rotabile, la società MRCE GmbH con sede a Monaco si occupa del servizio e della manutenzione delle locomotive in leasing. L'azienda è anche responsabile dei processi logistici in Europa.
Nell'agosto 2023 iniziano le pratiche per il passaggio di proprietà alla Beacon Rail, azienda di noleggio locomotive facente parte del colosso JPMorgan Chase che opera in 17 Paesi europei sia nel settore passeggeri che quello intermodale.
Il passaggio successivo, l'acquisto del 100% avverrà dopo l'approvazione dell'Autorità Europea per la concorrenza.

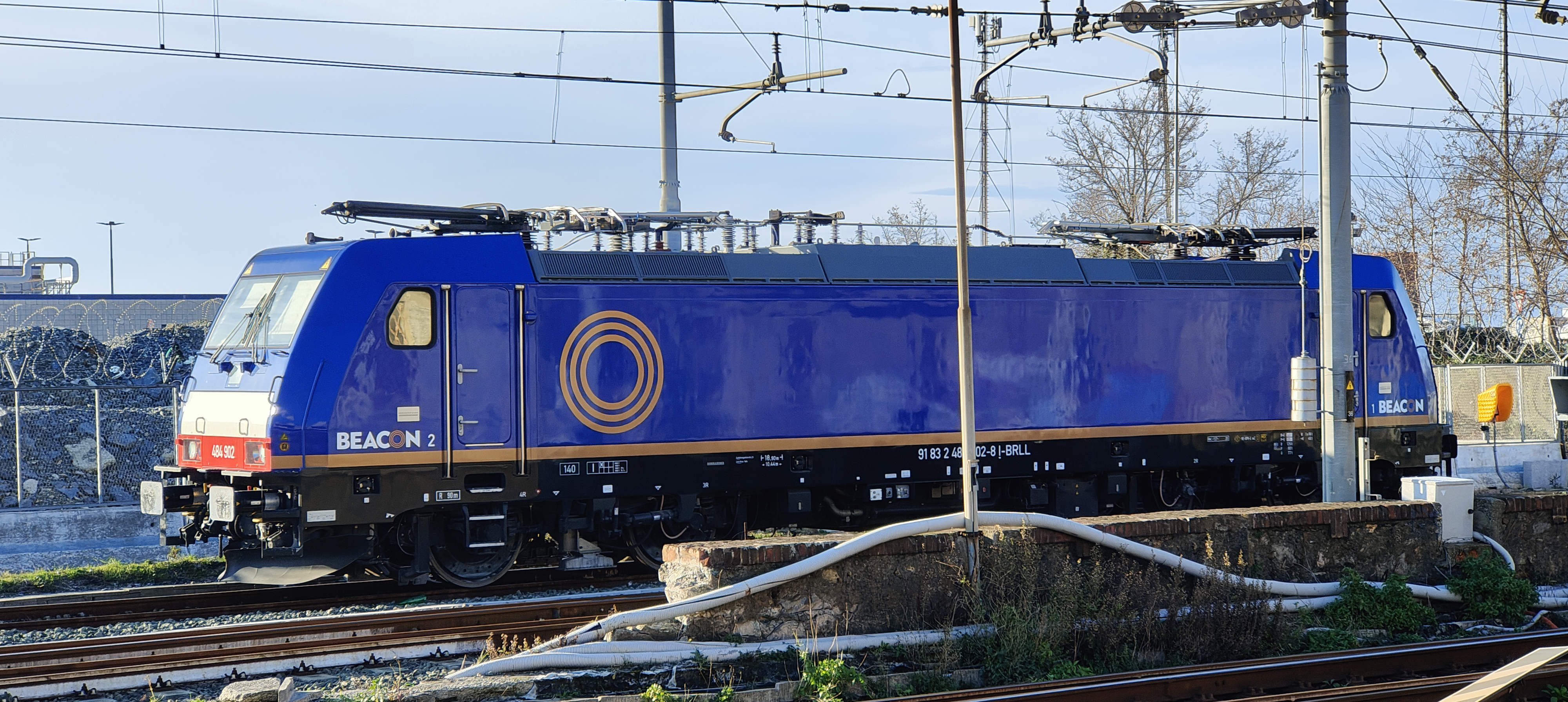
La 484.902 Beacon Rail a Voltri

Le locomotive noleggiate da MRCE hanno una livrea nera molto insolita in un'area in cui la visibilità è una misura di sicurezza passiva.

## Stati Uniti
Mitsui Rail Capital, LLC (MRC) è stata fondata nel giugno 1996 nello stato americano dell'Illinois e ha uffici commerciali a Chicago nell'Illinois e Des Moines nell'Iowa.
Unitrain MRC è stata acquisita nel 1997 specializzandosi nel trasporto del carbone; l'attività principale di Unitrain MRC è il noleggio di vagoni merci, in particolare carri carbone. MRC inoltre si occupa anche della gestisce della manutenzione del materiale rotabile e dei servizi logistici.

## America latina
Mitsui Rail Capital Latin America (Mitsui Rail Capital Participacões Ltda.) (MRCLA) è stata fondata a San Paolo del Brasile nel novembre 2004. La principale attività di MRCLA è il noleggio di vagoni merci, in particolare per minerali di ferro e prodotti agricoli. La società ha anche l'intenzione di acquisire centri logistici, in particolare infrastrutture portuali e relativi centri di trasbordo in Germania. I principali clienti di MRCLA sono le società ferroviarie per il trasporto merci brasiliane América Latina Logística (ALL), MRS Logística, EFVM ed EFC, entrambe parte del gruppo Vale SA, fino al 2007 denominata Companhia Vale do Rio Doce, in portoghese "Compagnia della valle del Rio Doce", comunemente abbreviato in CVRD.